# Jerzy Ambroziewicz

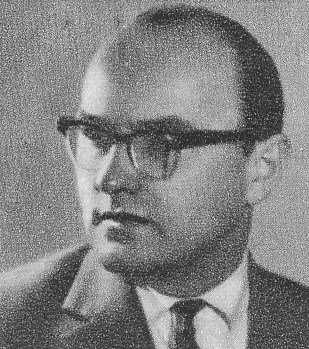
Jerzy Ambroziewicz in den 1960er Jahren

Jerzy Ambroziewicz (* 1. Januar 1931 in Warschau; † 11. April 1995 ebenda) war ein polnischer Journalist und langjähriger Korrespondent in Rom.

## Leben
Ambroziewicz besuchte die Schule in Warschau und ging während der Deutschen Besetzung von 1943 bis 1944 das Gymnasium im Untergrund. Daneben war er ab 1943 Mitglied der Szare Szeregi. Nach dem Zweiten Weltkrieg führte er von 1945 bis 1948 seine Schulbildung zunächst in Wyszków und anschließend in Warschau weiter. Er gehörte der Vereinigung polnischer Pfadfinder an und ab 1948 dem Związek Młodzieży Polskiej an. Nach dem Erwerb des Abiturs 1950 studierte er an der Universität Warschau, wo er 1953 ein Diplom erwarb.
Nach dem Studium arbeitete er ab 1953 in der Redaktion der Zeitschrift Po prostu und nach dessen Schließung für den Dziennik Ludowy von 1959 bis 1961. Daneben schrieb er für Prawo i Życie und Kulisy. Anschließend war Redaktionsmitglied des Tygodnik Kulturalny von 1962 bis 1968 und Argumenty von 1969 bis 1972. Der PZPR trat er 1970 bei. Seine Arbeit für Telewizja Polska begann 1972, wo er Chefredakteur der Publizistikredaktion wurde. Daneben absolvierte er 1976 ein zweijähriges Magisterstudium am Lehrstuhl für Journalismus an der Universität Warschau. Daraufhin arbeitete er von 1976 bis 1979 als Korrespondent für das Polskie Radio und Telewizja Polska in Rom. Nach seiner Rückkehr nach Polen wurde er 1980 Chefredakteur des Dziennik Telewizyjny. 1983 war er Mitbegründer der Zeitschrift Przegląd Tygodniowy. Von 1984 bis 1990 war er als Korrespondent in Rom tätig. Nach seiner Rückkehr war er Direktor und Vorstandsmitglied der Mercedes-Benz AG in Polen
Ambroziwicz starb am 11. April 1995.

## Publikationen

### Reportagen
- Posłuchajże wierny lud, mit Aleksander Rowiński, 1959; 2. Aufl. 1962
- Co nam zostanie z tych lat, mit Aleksander Rowiński, 1962
- Błędy i wybaczenia, mit Aleksander Rowiński, 1963
- Porwanie, 1964
- Zaraza, 1964
- Plebanie na wulkanach, 1967
- Apokalipsa, 1968
- Czarnoksiężnicy, mit Aleksander Rowiński, 1969
- Procesy, 1970
- Godziny szczerości, 1972
- Ofensywa, 1972
- Nic darmo, 1977
- Niczyj, 1977
- Watykańskie ABC, 1987
- Aniołowie śmierci, 1988
- Znam was wszystkich, 1993

### Romane
- Gra, 1982

### Drehbücher
- Zaraza. Scenariusz filmowy, mit Roman Załuski, 1971

- Pradziadek „Sól“. Scenariusz, 1973

## Auszeichnungen
- 1967: Goldenes Verdienstkreuz
- 1971: Ritterkreuz Polonia Restituta
- 1974: Offizierskreuz Polonia Restituta
- 1974: Zasłużony Działacz Kultury
- 1986: Ksawery-Pruszyński-Preis
- 1987: Bolesław-Prus-Preis